# 卜蜂花園
12°58′59.86″N 100°55′1.70″E / 12.9832944°N 100.9171389°E
卜蜂花園（泰國英文報刊的名字：Sukhavadee Residence）位於泰國的春武里府的芭達亞（即泰國中文 報紙稱呼的「博他耶」）之素坤逸路（Sukhumvit Road），它是泰國的卜蜂集團在2000年建造之佔地約5公頃的建築群，並在2002年開放給民眾參觀及團體開會。部分從香港出發的觀光旅行團會參觀這個私人花園，給它渾號：「Sukhavadee House空中花園或大富之家」。

## 建築特式
設有四棟房屋，例如：釋迦牟尼的佛塔及樓高五層的陰陽閣。每間房子都擺放許多很有意思的素材，例如：泰國皇族的故事、佛教的舍利子、泰國的藝術及其它國家的建築架構，例如：英國貴族式的擺設及裝橫，諸如：梳化、茶几、鐘擺及飯桌等，仿如置身歐洲的宮廷，它的頂層供奉了一座千手觀音的金雕像；花園亦種滿奇花異草。整個建築群盡顯皇者氣派。

## 衣著限制
由於供奉有佛教的舍利子，不接待穿著短裙及短褲的遊客。

## 外部連結
- 泰國卜蜂集團的官方網站
- 泰國博他耶的卜蜂花園之照片冊
- 2007年4月的泰國博他耶之卜蜂花園影像